# Oryzaria
Oryzaria es un género de foraminífero bentónico de la familia Alveolinidae, de la superfamilia Alveolinoidea, del suborden Miliolina y del orden Miliolida. Su especie tipo era Oryzaria boscii. Su rango cronoestratigráfico abarcaba el Luteciense (Eoceno medio).

## Clasificación
Oryzaria incluye a la siguiente especie:
- Oryzaria boscii †